# Swima
Swima is een geslacht van borstelwormen uit de familie van de Acrocirridae. De wetenschappelijke naam van het geslacht werd voor het eerst geldig gepubliceerd in 2009 door Osborn, Haddock, Pleijel, Madin & Rouse.

## Soorten
- Swima bombiviridis  Osborn, Haddock, Pleijel, Madin & Rouse, 2009
- Swima fulgida Osborn, Haddock & Rouse, 2011
- Swima tawitawiensis Osborn, Haddock & Rouse, 2011